# Stamnos

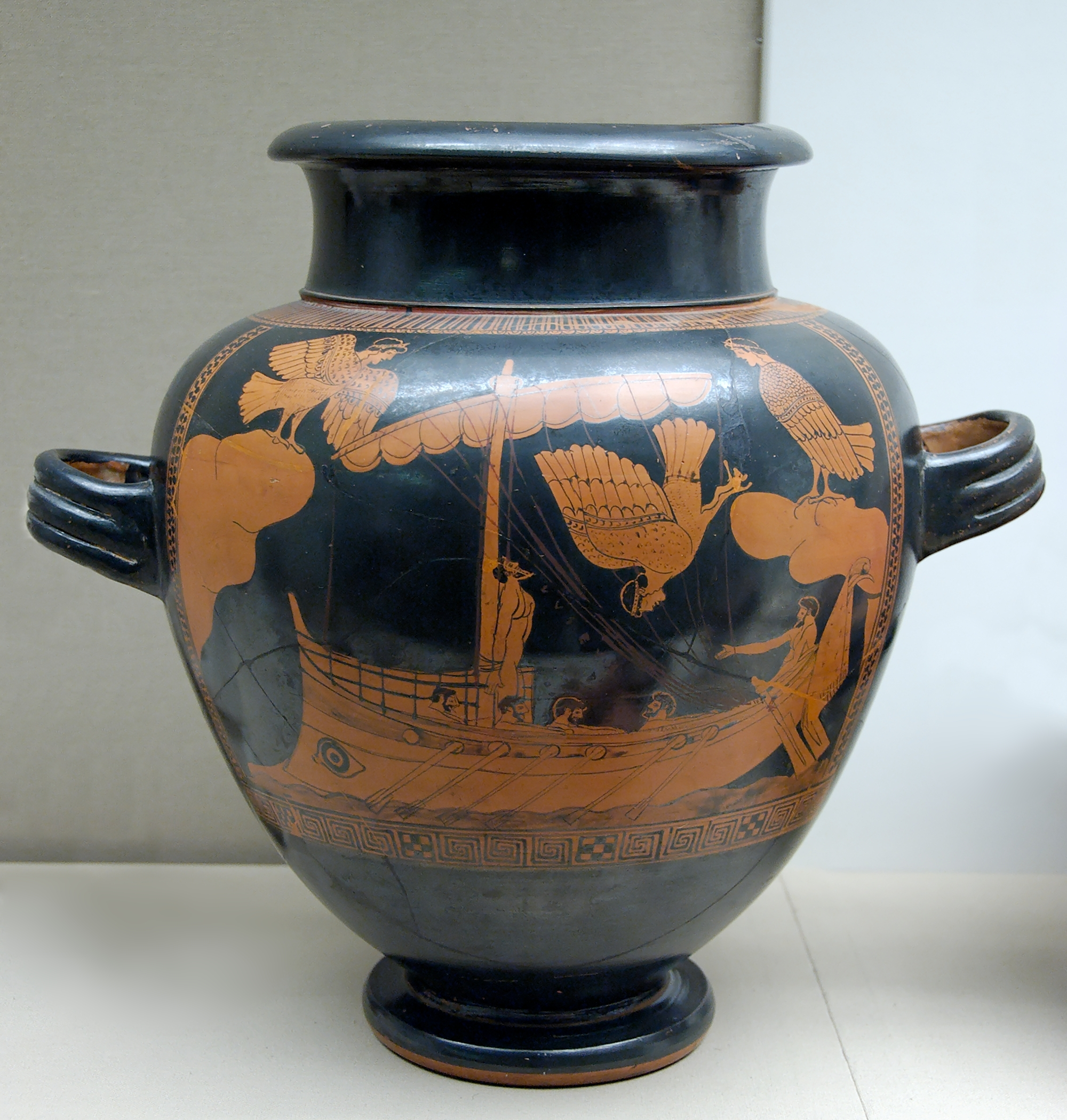
Ulysse et les Sirènes, stamnos attique à figures rouges, vers 480-470 av. J.-C., British Museum.

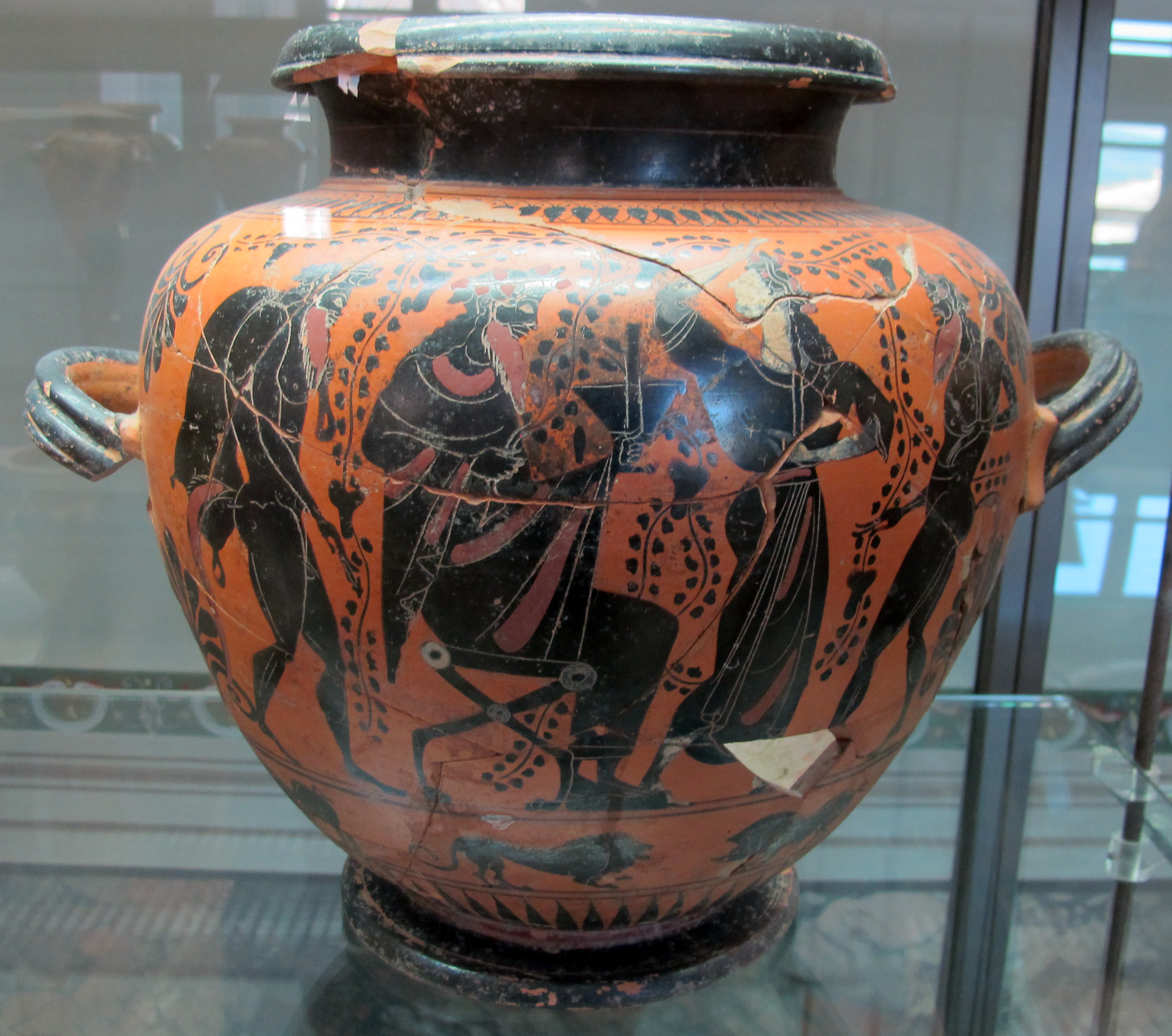
Thiase dionysiaque, stamnos étrusque à figures noires, vers 525-500 av. J.-C., musée Faina.

Un stamnos (pluriel : stamnoi) est un vase antique à col court, panse haute et anses horizontales sur le côté. Il peut être réalisé selon la technique de la figure rouge, de la figure noire ou de Six. Il peut être fait en bronze ou en terre cuite.
Les stamnoi servaient principalement à mélanger et conserver le vin mais d'autres utilisations sont attestées (transport de fonds par exemple).

## Le stamnos d'Ulysse et les sirènes
Le vase d'Ulysse et des sirènes est un vase à figures rouges fabriqué à Athènes vers 480 avant J.-C. mais qui a été découvert à Vulci (en Italie).
Ce vase est un stamnos. En Grèce antique, les stamnos étaient des récipients qui servaient à conserver le vin.
Le vase d'Uysse et des sirènes appartient au style à figures rouges (inventé à Athènes au VIe siècle av. J.-C.). Ce style se caractérise par un dessin ayant la couleur de l'argile (rouge) sur un fond de vernis noir.
Le sujet, représenté sur la panse du stamnos, illustre le célèbre épisode mythologique du chant XII de L'Odyssée d'Homère : Ulysse et les sirènes. Conformément au récit d'Homère, Ulysse est représenté debout et attaché au mat de son navire pour ne pas succomber aux chants mortels des sirènes. Ces dernières, au nombre de trois, sont représentées comme des êtres à corps de rapace et à tête de femmes. Tandis que deux d'entre elles sont perchées sur des nuages, la dernière pique vers le navire d'Ulysse. Enfin, le long du flanc du navire se déploie une ligne de quatre marins ramant aux ordres d'un timonier assis à l'avant du navire.
Outre son intérêt quant à son illustration d'un des plus célèbres épisodes de L’Odyssée d'Homère, le vase d'Ulysse et des sirènes est aussi intéressant pour les informations concernant les croyances communes des Grecs au Ve siècle av. J.-C. Car si le vase a bien été fabriqué au cœur de la Grèce (à Athènes, sans doute dans le quartier du Céramique [réf. souhaitée]), il a été découvert dans une tombe de Vulci (en Italie), une région colonisée par les populations grecques depuis le VIIe siècle av. J.-C. Ainsi donc, ce vase à figures rouges et son illustration nous apporte la preuve que les Grecs (d'Athènes ou de Vulci) avaient les mêmes croyances et le même mode de vie.